# كورتيس أودا
كورتيس أودا (بالإنجليزية: Curtis Oda) هو سياسي أمريكي، ولد في 4 يناير 1953 في أوغدن في الولايات المتحدة. حزبياً، نشط في الحزب الجمهوري. وقد انتخب عضو مجلس نواب ولاية يوتا.